# Schweizer Monat
Der Schweizer Monat. Das Magazin für Macher und Denker, vormals Schweizer Monatshefte, ist eine Schweizer Zeitschrift. Sie erscheint seit 1921 ununterbrochen in Zürich und sieht sich in der Tradition des Liberalismus.

## Profil
Der Schweizer Monat vertritt nach eigenen Angaben «klassisch liberale Werte wie Eigenverantwortung, Wahl- und Meinungsfreiheit, Föderalismus und direkte Demokratie». Das Magazin setze «mit liberalem Profil und Freude an der intellektuellen Auseinandersetzung auf den kritischen Diskurs, auf mutige Autoren, prononcierte Meinungen und mündige Leser».
Herausgeber und Chefredaktor war bis Ende 2015 der Philosoph René Scheu, im Januar 2016 übernahm der Historiker Florian Rittmeyer die unternehmerische und publizistische Leitung interimistisch. Im August 2016 übernahm Andy Fischer die Verlagsleitung, verliess den Verlag aber im Mai 2017 wieder. Von September 2016 bis Juli 2019 leitete der Literaturwissenschafter Michael Wiederstein die Redaktion. Im August 2019 übernahm der Journalist Ronnie Grob die Chefredaktion.
Die NZZ nennt die Zeitschrift eine «Institution». Sie reflektiere aus «pointiert liberaler Warte das politische, wirtschaftliche und kulturelle Leben der Schweiz, aber auch Europas und darüber hinaus», wobei liberal «ordoliberal» bedeute.

## Autoren und Interviewpartner
Die Zeitschrift versteht sich als Zeitschrift, in der eigenständige Köpfe aus Politik, Wirtschaft und Gesellschaft zu Wort kommen.
Das Spektrum ehemaliger und aktueller Autoren umfasst:
- Nobelpreisträger wie Friedrich August von Hayek, James M. Buchanan, Gary Becker, Vernon Smith, Mario Vargas Llosa oder Muhammad Yunus
- Literaten wie Hermann Hesse, Hugo Loetscher, Hermann Burger, Adolf Muschg, Peter von Matt, Hans Magnus Enzensberger, Adam Johnson, Christian Kracht, Klaus Modick, Peter Stamm, Jonas Lüscher, Monika Hausammann und Thomas Hürlimann
- Wissenschafter und Intellektuelle wie Karl Popper, Wilhelm Röpke, Theodor W. Adorno, Ralf Dahrendorf, Wolfgang Sofsky, Steven Pinker, Michael Graziano, Deirdre McCloskey, Niall Ferguson, Sherry Turkle, Francis Cheneval, Reiner Eichenberger, Boris Groys, Nassim Nicholas Taleb, Herfried Münkler, Ulrich Beck und Peter Sloterdijk.

Jede Ausgabe enthält längere Gespräche mit
- Schweizer Unternehmern, wie Daniel Borel, Thomas Schmidheiny und Pietro Supino
- Politikern, wie Pascal Couchepin, Christoph Blocher, Gerhard Schröder und Cédric Wermuth
- Ökonomen, wie Michael Porter, Parag Khanna und Deirdre McCloskey
- Intellektuellen, wie Philipp Sarasin, Norbert Bolz, Rolf Dobelli und Matt Ridley
- Wissenschaftern, wie Didier Sornette und Gerd Folkers.

Kolumnisten des Magazins waren u. a. der Publizist Gottlieb F. Höpli, der Schriftsteller Felix Philipp Ingold, der Kunstwissenschafter Christian Saehrendt, der Soziologe Wolfgang Sofsky, der Managementtheoretiker Reinhard K. Sprenger, das Model Xenia Tchoumitcheva und die Publizistin Cora Stephan. Im Jahr 2016 schrieben die Juristin und Journalistin Nadine Jürgensen, die Ökonomin und Publizistin Karen Horn sowie Christian P. Hoffmann, Professor für Kommunikationsmanagement, Kolumnen für die Zeitschrift. In jeder Ausgabe erscheint ausserdem ein Cartoon von «Ahoi Polloi».

## Geschichte
Die Zeitschrift wurde 1921 unter dem Titel Schweizerische Monatshefte für Politik und Kultur gegründet, die eine ausgesprochen deutschfreundliche Linie vertraten. Ab 1931 lautete der Titel Schweizer Monatshefte, 1952 änderte sich der Untertitel zu Zeitschrift für Politik, Wirtschaft und Kultur. Ihre Gründer kamen zum grössten Teil aus dem Volksbund für die Unabhängigkeit der Schweiz und dem Deutschschweizerischen Sprachverein und traten für eine enge Verbindung der Schweiz zur deutschen Kulturnation ein. Wichtige Beiträger waren der Historiker Hektor Ammann, der 1940 einer der Initiatoren der Eingabe der 200 wurde, der germanophile Pfarrer Eduard Blocher und der Germanistikprofessor Otto von Greyerz. Hans Oehler, der seit der Gründung als Redaktor der Monatshefte wirkte, sympathisierte mit der Neuen Front, was im März 1934 zu seiner Entlassung führte. Oehlers Nachfolger wurde Fritz Rieter-Wieland, der 1940 zu den Erstunterzeichnern der Eingabe der 200 gehörte. Auch unter seiner Ägide blieben die Monatshefte für Beiträge von Exponaten der Frontenbewegung zunächst offen. Erst ab 1941 wurden deutschtümelnde Beiträge seltener.
Nach dem Zweiten Weltkrieg deckte Rieter jahrelang die Defizite der Monatshefte aus privaten Mitteln seiner Familie. 1966 gründete er die Stiftung Schweizer Monatshefte, um die Herausgabe der Zeitschrift zu gewährleisten. Unter einer neuen Redaktion, zu der u. a. der Rechtswissenschafter Dietrich Schindler, der Literaturtheoretiker Hans-Jost Frey, der Literat Daniel Bodmer und der Politikwissenschafter Daniel Frei stiessen, suchte die Zeitschrift Anschluss an ein rechtsliberales Netzwerk, zu dem die NZZ, die Mont Pelerin Society, der Vorort, das Institut für Auslandforschung und das Institut universitaire de hautes études internationales gehörten. NZZ-Redaktoren publizierten regelmässig in den Monatsheften, so Carlo Mötteli und Ernst Bieri, später auch Fred Luchsinger, Willy Linder und Richard Reich, wobei Reich zugleich Vorstandsmitglied des Vereins zur Herausgabe der Zeitschrift war. Der Ordoliberalismus wurde breit rezipiert. In den 1960er, 1970er und 1980er Jahren prägten François Bondy und Anton Krättli den ebenso weltoffenen wie kulturbetonten Kurs der Redaktion. Die Zeitschrift bot vielen internationalen Autoren aus dem liberalen Spektrum die Möglichkeit, Beiträge im deutschen Sprachraum zu publizieren. Karl Popper, Ludwig von Mises, Wilhelm Röpke und Friedrich August von Hayek publizierten exklusiv in den Schweizer Monatsheften, aber auch Theodor Adorno, Arnold Gehlen und Herbert Lüthy, zugleich Vorstandsmitglied der Monatshefte, waren mit zahlreichen Essays vertreten. Die Schweizer Monatshefte boten auch Schriftstellern wie Hermann Hesse, Max Frisch, Emil Staiger, Hermann Burger, Hugo Loetscher oder Adolf Muschg eine Plattform. In den 1990er Jahren führten die beiden Herausgeber Robert Nef und Michael Wirth die liberale Tradition der Zeitschrift fort; sie hielt auch nach 2007 unter den neuen Herausgebern René Scheu und Suzann-Viola Renninger an. 2011 bis Ende 2015 war René Scheu alleiniger Herausgeber.
Von März 2011 bis Dezember 2023 trugen die vormaligen Schweizer Monatshefte den neuen Titel Schweizer Monat. René Scheu, damals Herausgeber und Chefredaktor, positionierte das neue Magazin im ersten Editorial als «sachlich, freiheitlich, mit Lust an der Debatte». Im Januar 2024 erfolgte unter Chefredaktor Ronnie Grob eine Restrukturierung. Das Magazin erscheint seither viermal jährlich unter dem neuen Titel «Q» (für Quarterly) und positioniert sich als Magazin für Macher und Denker. Alle Onlineinhalte auf der Webseite sind seither frei zugänglich. Die bisherigen Abonnemente wurden in Mitgliedschaften umgewandelt. Die Mitgliedschaft umfasst das neue Magazin «Q», die frei zugänglichen Onlineinhalte sowie freien Eintritt für die monatlichen Veranstaltungen. 

### «Literarischer Monat»
Von Mai 2011 bis Juli 2020 erschien zudem die Literaturbeilage Literarischer Monat. Der Literarische Monat setzte die literarische Tradition des Magazins fort und widmete sich dem Schweizer Literaturschaffen der Gegenwart. Jede Ausgabe enthält einen eigenen Themenschwerpunkt mit Essays zu einem Phänomen oder einer Person des literarischen Lebens der Schweiz. Schriftsteller des Landes kommen in Texten und Interviews zu Wort, es erscheinen aktuelle Kurzgeschichten, literaturwissenschaftliche Essays und Rezensionen von Neuerscheinungen in Form literarischer Kurzkritiken. Im Literarischen Monat publizierten u. a. die Schriftsteller Melinda Nadj Abonji, Arno Camenisch, Eveline Hasler, Vea Kaiser, Christian Kracht, Thomas Meyer, Adolf Muschg, Giovanni Orelli, Ilma Rakusa, Peter Stamm und Jonas Lüscher.

## Rezeption «Schweizer Monatshefte»
Die Schweizer Monatshefte spielten in der Nachkriegszeit eine bedeutende Rolle in der europäischen Zeitschriftenlandschaft. In den 1970er und 1980er Jahren begann ihre Bedeutung zu schwinden. Nach der Jahrhundertwende wurden von den Herausgebern Anstrengungen unternommen, die Zeitschrift neu zu lancieren. Die Auflage stieg darauf kontinuierlich und betrug im September 2011 4500 Exemplare (2013 5500, 2016 6500 Exemplare).
Heribert Seifert kommentierte 2008 in der NZZ, die Schweizer Monatshefte sprächen im Vergleich zu anderen Zeitschriften mit ähnlicher politischer Stossrichtung mit «ruhiger Stimme» und gäben sich «gediegen-nachdenklich».
Die Schweizer Monatshefte (heute der Schweizer Monat) werden auch in Deutschland und Österreich gelesen. Thomas Steinfeld bezeichnete die Zeitschrift im Feuilleton-Aufmacher der Süddeutschen Zeitung vom 31. Juli/1. August 2010 als «Zentralorgan zur Ermittlung des politischen Selbstverständnisses in diesem Land [der Schweiz]».

## Rezeption «Schweizer Monat» nach Relaunch im März 2011
Die NZZ schrieb von einem «Modernisierungsschub», der Schriftbild und Gestaltung erfasst habe: Das Magazin sei den Werten von «Liberalismus, Markt und Unternehmergeist» treu, hebe sich aber «weiterhin vom durchschnittlichen Magazinstil» ab. Im Vordergrund stünden weder «gefällige Geschichten» noch «laut inszenierte Recherchen», sondern «meinungsorientierte Beiträge» und «auf Debattierfreudige ausgerichtete Texte». Die Zeitschrift folge nach dem Relaunch den Traditionen der Schweizer Monatshefte, die «ein Gewissen aus Vernunft und Urbanität» alimentiert hätten. Das «Rezept aus Bewährtem und offensiver Neugier» werde sekundiert durch profilierte Autoren, «die aus eigenem Wirken heraus viel zu sagen haben».
Der Tages-Anzeiger siedelte den Schweizer Monat im Jahr 2011 zwischen Cicero und Weltwoche an. Er lobte die «radikale Auffrischung».
Der sich als links verstehende Historiker Adrian Zimmermann veröffentlichte Ende März 2011 in der WOZ Die Wochenzeitung anlässlich der Neulancierung der Zeitschrift einen kritischen Artikel. Er wirft der heutigen Herausgeberschaft und Redaktion vor, im Gegensatz zu früheren Jubiläumsausgaben 1971 und 1996, «die durchaus selbstkritische Züge trugen», die problematische Zeit unter dem ersten Chefredaktor Oehler auszublenden. Zimmermann äusserte die Befürchtung, dass der Schweizer Monat sich von der Vergangenheit möglicherweise deshalb nicht distanziere, «weil man sich tatsächlich weiterhin in derselben autoritären und sozialdarwinistischen Tradition sieht wie die Gründer der SMH, dies aber nicht allzu offen sagen will».
Aus Sicht des St. Galler Tagblatts setzt der Schweizer Monat die «Tradition der Querdenkerei» fort und ist eine «Zeitschrift, die in viele Richtungen vorstösst, gewiss bürgerlich in der Grundtendenz, aber auch sehr debattierlustig».
Der Schweizer Autor und Journalist Jürg Altwegg sprach in der Frankfurter Allgemeinen Zeitung von einem «radikalen Facelifting» – das Magazin biete eine «vielfältige Mischung von Themen und durchaus auch Meinungen», wobei «der Liberalismus als Programm und Credo» geblieben sei. Der Ton der «Autorenzeitschrift im Magazinformat» sei «frischer, frecher und fordernder geworden». Als offensiv empfand der Rezensent die seitengrossen Autorenportraits – «zum Glück ist man bei Schwarzweiss geblieben». Eine zweite Besprechung im September 2011 betonte die Konzentration auf Inhalte und Debatten wie jene über die Zukunft der Europäischen Union, eine Debatte, in der Hans Magnus Enzensberger, Michael Stürmer und Wolfgang Clement zu Wort kommen.
Die Berner Tageszeitung Der Bund lobte die «edel und gediegen wirkende Aufmachung», «die Prominenz, mit der sich die Zeitschrift schmückt», und nannte sie eine Publikation «ausserhalb des sozialdemokratischen Mainstreams».
Beachtung finden auch die literarischen Anstrengungen der Zeitschrift. Die neue Sonderbeilage Literarischer Monat mit Fokus auf Schweizer Literatur wurde etwa von der Literaturkritikerin Pia Reinacher als «Stachel im Fleisch der eingesessenen Deutschschweizer Feuilletons» beschrieben.

## Künstler
Von 2003 bis 2011 wurde in jeder Ausgabe ein bildender Künstler mit rund acht ganzseitigen Abbildungen seiner Werke und einem Essay von Suzann-Viola Renninger vorgestellt; darunter waren etwa Jim Avignon, Hans Danuser, Thomas Huber, Roman Signer, Annelies Štrba oder Beat Zoderer. Seit 2011 führt Johannes M. Hedinger in der Rubrik Was macht die Kunst? Gespräche mit Künstlern wie The Yes Men, HR Giger, Gerda Steiner & Jörg Lenzlinger, Bazon Brock, Ingeborg Lüscher und Hans Ulrich Obrist, aber auch mit Kunstwissenschaftern wie Beat Wyss, Heike Munder und Jens Badura.